# Lady C (luchadora)
Chie Nagatani (en japonés: 永谷千恵, Nagatani Chie) (Prefectura de Chiba, 17 de noviembre de 1994) es una luchadora profesional japonesa, más conocida por su nombre en el ring de Lady C, con el que ha participado en la promoción nipona de World Wonder Ring Stardom.

## Carrera profesional

### World Wonder Ring Stardom (2020–presente)
Nagatani debutó como luchadora profesional en el World Wonder Ring Stardom en el Stardom Korakuen New Landscape el 14 de noviembre de 2020, donde perdió ante Saya Iida. Participó en un torneo del Future of Stardom Championship el 15 de mayo de 2021 en el Stardom Nagoya Two Days, donde cayó ante Unagi Sayaka en un combate de primera ronda.
Es conocida por competir en varios eventos emblemáticos de la promoción como el Stardom All Star Dream Cinderella del 3 de marzo donde compitió en un class royal de 24 mujeres con superestrellas del pasado de la compañía como Yuzuki Aikawa, Kyoko Inoue, Miho Wakizawa, Chigusa Nagayo, Bea Priestley o Koguma. En el Stardom Yokohama Dream Cinderella 2021, el 4 de abril, compitió en un combate a tres bandas en el que también participaron Hina y AZM. Nagatani participó en las tres noches del torneo Stardom Cinderella 2021. En la primera, del 10 de abril, cayó ante Hina, en la segunda, del 14 de mayo, compitió en un combate a cuatro bandas que ganó Natsupoi y en el que también participaron Tam Nakano y Hanan, y en la tercera, del 12 de junio, luchó sin éxito contra Rina y Hina en un combate a tres.
En el Yokohama Dream Cinderella 2021 de verano, celebrado el 4 de julio, compitió en un gauntlet tag team match en el que formó equipo con Maika, cayendo ante las duplas de Oedo Tai (Konami y Fukigen Death y posteriormente Saki Kashima y Rina) y Hanan y Hina. Consiguió la primera victoria de su carrera en la decimoquinta noche del Stardom 5 Star Grand Prix 2021 del 20 de septiembre, donde derrotó a Waka Tsukiyama en uno de los combates de novatos de este último.

### New Japan Pro Wrestling (2021)
Nagatani formó parte de la serie de combates de exhibición para promover el talento femenino organizada por New Japan Pro Wrestling. En la primera noche del Wrestle Grand Slam in MetLife Dome, que tuvo lugar el 4 de septiembre de 2021, hizo equipo con Maika ante Queen's Quest (Saya Kamitani y Momo Watanabe).

## Vida personal
Antes de dedicarse a la lucha libre profesional, Nagatani trabajó como profesora de economía en escuelas secundarias y preparatorias. Uno de sus sueños iniciales era convertirse en diseñadora de moda, por lo que asistió al Bunka Fashion College y obtuvo un título en diseño.